# Expansograptus
Expansograptus is een geslacht van uitgestorven graptolieten uit het Vroeg- tot Midden-Ordovicium.

## Beschrijving
Expansograptus was een kolonievormend organisme. De kolonie bestond uit ongeveer twintig tot enkele honderden eenvoudige, bekervormige thecae (enkelvoud theca: het chitineuze bekervormige huisje van een individu uit de kolonie). De thecae konden aan de rand van de mondopening een lipje hebben bezeten. Twee stipes (takken) ontsproten aan de sicula (embryonale cel, waaruit alle andere structuren van de kolonie voortkwamen), die aan de bovenzijde uitliep in de nema, een lang draadvormig uitsteeksel, dat de kolonie de mogelijkheid bood om zich aan een drijvend object vast te hechten. Van daaruit weken de beide takken met thecae uiteen. Dit geslacht had een drijvende leefwijze aan de oceaanoppervlakte. De normale lengte van de kolonie bedroeg ongeveer vijf centimeter.